# Littenseradiel
Littenseradiel (Littenseradeel en neerlandès) és un municipi de la província de Frísia, al nord dels Països Baixos. L'1 de gener de 2009 tenia 10.957 habitants repartits per una superfície de 132,57 km² (dels quals 1,83 km² corresponen a aigua). Limita al nord amb Franekeradeel, Menaldumadeel i Ljouwert, a l'oest amb Wûnseradiel, a l'est amb Boarnsterhim i al sud amb Wymbritseradiel.

## Administració
El consistori actual, després de les eleccions municipals de 2007, és dirigit per J. Liemburg. El consistori consta de 15 membres, compost per:
- Partit del Treball, (PvdA) 5 escons
- Crida Demòcrata Cristiana, (CDA) 4 escons
- Partit Nacional Frisó, (FNP) 3 escons
- Partit Popular per la Llibertat i la Democràcia, (VVD) 3 escons